# Sphyrapicus ruber
Sphyrapicus ruber là một loài chim trong họ Picidae.
Sphyrapicus ruber sinh sống và sinh sản từ phía đông nam Alaska và British Columbia về phía nam thông qua dãy núi Duyên hải Thái Bình Dương  ở phía tây Washington và Oregon và phía bắc California.
Môi trường sinh sản của Sphyrapicus ruber thường là rừng bao gồm thông, hemlock, linh sam Douglas, lãnh sam và vân sam, mặc dù chúng được biết là sử dụng các môi trường sống trong rừng khác.

## Di cư
Những con chim phía bắc sinh sản ở phía nam vào mùa đông, và những cá thể sinh sản ở nội địa và vùng cao thường di chuyển đến vùng đất thấp ven biển vào mùa đông, nơi thời tiết ôn hòa hơn. Môi trường sống mùa đông có thể là rừng rụng lá hoặc rừng lá kim. Loài này trú đông trong phạm vi kéo dài về phía nam đến Baja California ở Mexico. 